# Ад (полуостров)
Ад — полуостров, расположенный на границе Крыма и Херсонской области.

## Этимология
Его название, предположительно, произошло от тюркского слова «ада» (ada) — остров.

## Географическое описание
Полуостров омывается акваторией залива Сиваш, в районе села Першоконстантиновка. Поблизости от полуострова находится территория завода «Крымский Титан», крупного производителя диоксида титана. В районе этого полуострова расположен заводской кислотонакопитель, который наполнен отходами химического производства. Дамба длиной 7 км и высотой 6—7 м между полуостровами Ад и Литовский отделяет залив от кислотонакопителя промышленного предприятия. Экологическая обстановка местности крайне неблагоприятная.